# Muntok
Muntok tegenwoordig ook bekend als Mentok, is een plaatsje op het westelijkste punt van het eiland Bangka in Indonesië. Het ligt in de provincie Bangka-Belitung, aan de Bangka-zeestraat, bij het eiland Sumatra.
De plaats is vooral bekend vanwege de tinsmelterij. Daarnaast is er een witte pepersoort naar genoemd.

## Geschiedenis
Muntok werd gesticht in 1732 door Encek Wan Akub in opdracht van de sultan van Palembang, Darussalam Sri Susuhan Mahmud Badaruddin I. De plaats begon als een dorpje bestaande uit zeven houten huizen voor de koninklijke familie van Encek Wan Abdul Jabbar, de schoonvader van sultan Badaruddin I die getrouwd was met zijn dochter Zamnah, voor diens tweede vrouw Siantan Natuna.
Encek Wan Akub ontdekte op zijn reis tin in de Ulimrivier in het zuiden van Bangka en vertelde dat aan sultan Badaruddin I. Vervolgens verzocht deze zijn neef Wan Serin om mijnwerkers te zoeken in de landen Johor, Siam en Campa en daarna de mijn te gaan exploiteren. Vanaf dat moment kon men gaan exporteren en kwamen er schepen uit vele landen voorbij, waaronder de VOC om dit te kopen. De Engelse handelsmaatschappij heeft de plaats ooit gebruikt als hun hoofdkwartier om de sultan aan te kunnen vallen vanwege zijn monopolie op tin.
Na het in 1814 gesloten Verdrag van Londen tussen Nederland en Verenigd Koninkrijk, verlieten de Britten in 1818 Bangka, dat aan de Nederlandse regering kwam. Ook het fort kwam in Nederlandse handen. In 1913 werd de provinciezetel verplaatst naar Pangkal Pinang.
De Fokker F.VII H-NACC van de Koninklijke Luchtvaart Maatschappij landde hier op op 23 november 1924, tijdens de eerste luchtreis van Nederland naar Nederlands-Indië.

## Tweede Wereldoorlog
Nadat de stad al een paar keer uit de lucht door de Japanners was aangevallen, werd Muntok op 6 februari door hen zwaar gebombardeerd.
In februari 1942 werden schipbreukelingen uit Singapore behalve in het politiebureau en in de bioscoop ook opgesloten in de gevangenis van Muntok, een U-vormig gebouw. De vrouwen en kinderen werden in de ene vleugel ondergebracht; de mannen in de andere vleugel; de Japanse bewakers zaten in de verbindende vleugel. Een later gebouwd barakkenkamp voor vrouwen lag ongeveer 6 kilometer ten noorden van Muntok. Het kamp bestond uit nieuw gebouwde barakken van bamboe en atap; het was omheind met prikkeldraad. Op 10 februari 1946 landden Nederlandse troepen hier.
Te Muntok is van 1 september 1948 tot in 1960 een ereveld (militaire begraafplaats) geweest, waarna de stoffelijke overschotten zijn herbegraven op de Erebegraafplaats Leuwigajah.

## Geboren in Muntok
- Hubert Menten (1873-1964), Nederlands bobsleeër
- Albert Gerbens Koops Dekker (1895-1966), Nederlands ingenieur, reserve-eerste luitenant van het Indische leger en ridder in de Militaire Willems-Orde
- Willem Roelof Oege Goslings (1907-1985), Nederlands medicus
- Gus Winckel (1912-2013), Nederlands militair
- Jim Janssen van Raaij (1932-2010), Nederlands politicus